# Pogum
Pogum, neustrašnost ali junaštvo je ena od štirih osnovnih vrlin. Osnova je močna in stalna želja za izpolnjevanje svoje osebne zaveze kljub velikim preprekam, nevarnostim in težavam. Pogumen človek se počuti sposoben in ima dovolj samozavesti da nekaj tvega.
Pogum daje moč in vztrajnost za premagovanje težav in prizadevanje za iskanje rešitev ter daje moč za premagovanje strahu. Pogum je lahko tudi pripravljenost žrtvovati svoje življenje. Pogum ni zanikanje strahu niti odsotnost strahu. Nasprotno - gre za svobodno odločitev, da kljub občutku strahu naredimo, kar je potrebno.
Razlikujemo:
- fizični pogum, kar pomeni sposobnost obvladovanja strahu, fizične bolečine in / ali tveganja zaradi poškodb, smrti itd., in
- moralni pogum kar pomeni sposobnost nasprotovanja mnenju drugih ljudi, tveganje posmeha, sramote ali obsodbe.

Klasična vrlina poguma (andreia, fortitudo) vključuje vidike vztrajnosti in potrpežljivosti.
V zahodni tradiciji so opazne misli o pogumu prihajale od filozofov Sokrata, Platona, Aristotela, Tomaža Akvinskega in Kierkegaarda; pa tudi krščanska verovanja in besedila.
V hindujski tradiciji je mitologija podala številne primere poguma, hrabrosti in poguma s primerih fizičnega in moralnega poguma. Po hinduizmu sta hrabrost in pogum v krvi vseh Indijcev.
V vzhodni tradiciji je nekaj misli o pogumu ponujal Tao Te Ching.